# キールティ・パンディアン
キールティ・パンディアン（Keerthi Pandian、1992年2月18日 - ）は、主にタミル映画に出演するインドの女優である。 ダンサーおよび演劇女優としての短い期間を経て、2019年に『Thumbaa』で映画俳優デビューを果たした。 その後、ゴクル監督のサバイバルスリラー映画『アンビルキニヤル』での演技が批評家に称賛された。 彼女は俳優で政治家のアルン・パンディアンの娘であり、女優のラムヤ・パンディアンのいとこでもある。 彼女はまた、『Thumbaa』 (2019) や『Anbikiniyal』 (2021) など、さまざまな成功した映画に出演していることでも知られている。 彼女は、Thumbaa で主演女優として出演した後、フェミナ賞の スーパー・ダダー・アワード を受賞した。

## 幼少期
彼女は、1992年2月18日にタミル・ナードゥ州チェンナイで、俳優で政治家のアルン・パンディアンと妻のヴィジャヤ・パンディアンとの間に生まれた。 彼女にはカビサ・パンディアンとキラナ・パンディアンという2人の姉と、同じく女優であるいとこのラムヤ・パンディアンがいる。 キールティはチェンナイのチェティナード・ヴィディヤシュラムで学校教育を受け、そこを卒業した。

## 職業
卒業後、彼女はバレエとサルサのダンサーとしてキャリアをスタートし、2015年に演劇俳優に転向した。彼女はまた、父親が所有する映画配給会社である A&P グループの運営責任者でもあり、『サバアレ』などの映画に出演した。 サマーリ (2015年) と同時にシンガポールで自身の配給会社を経営している。 彼女は、肌の色と体重が低いことに対する差別のため、業界に出演し始めた当初、監督から映画のオファーはあまりなかった。 彼女は、自分には重要な役割がないと感じたため、他の人を断ったこともあった。 オーディション中、彼女はアルン・パンディアンの娘としての縁故主義の出現を避けるために、常に自分の名前だけで自己紹介した。
彼女は、ハリシュ・ラム監督から映画「トゥンバァ」(2019年)の主役をオファーされたとの打診を受けた。 彼女はそれを受け入れ、タミル映画の女優としてデビュー作を作った。 彼女はその後、マラヤーラム語映画『ヘレン』(2019年)のリメイク版である『アンビルキニヤル』(2021年)で父親とともに主人公を演じた。 『アンビルキニヤル』はテランガーナ・トゥデイ新聞で南インド最高のスリラー映画のひとつとして取り上げられ、この映画における彼女の演技スキルは素晴らしくユニークであると評され、批評家からは肯定的な評価を受けた。 彼女は、ZEE5 で公開された短編喜劇シリーズ『ポストマン』にも出演した。 彼女はまた『Thumbaa』でのデビュー映画出演後、2019年に父親から授与されたフェミナ賞のスーパー・ドーター賞も受賞した。 今後は、「Konjam Pesinaal Yetna」、「Kannagi」、「ブルースター」などの映画への出演が見込まれている。

## 私生活
彼女の姪のドリヤは、『アンビルキニヤル』で彼女の若い頃の役を演じた。 インドで最初の新型コロナウイルス感染症によるロックダウン期間中の2020年初頭、彼女はゲート付きの敷地内で農業を行い、将来的により良い農産物を得るために作物の生育を支援することに興味を持った。 彼女はファイアーイーティングも知っている。
2023年9月13日、彼女はティルネルヴェリで行われたタミル語の結婚式で俳優のアショク・セルバンと結婚した。 2人はまだ公開されていない映画『ブルースター』で共演している。

## フィルモグラフィー

### 映画
| Films that have not yet been released | Denotes films that have not yet been released |

| 年代   | 映画         | ロール                    |
| ------ | ------------ | ------------------------- |
| 2019   | Thumbaa      | Varsha Kumaran            |
| 2021   | Anbirkiniyal | Anbirkiniyal Sivam (Anbu) |
| 未公表 | Blue Star    | 未公表                    |

### テレビ出演
| Year | Film    | Role   | Streaming channel |
| ---- | ------- | ------ | ----------------- |
| 2019 | Postman | Ragini | ZEE5              |

## 栄誉
| 年代 | 賞                    | カテゴリー               | 映画         | リザルト   |       |
| ---- | --------------------- | ------------------------ | ------------ | ---------- | ----- |
| 2019 | Femina Awards         | Femina Super Daughter    | Thumbaa      | 受賞       | [ 1 ] |
| 2021 | Zee Cine Awards Tamil | Best Female Debut        | Thumbaa      | ノミネート |       |
| 2021 | Vikatan Awards        | Best Female Debut        | Thumbaa      | ノミネート |       |
| 2021 | Edison Awards         | Best Female Debut        | Thumbaa      | ノミネート |       |
| 2022 | SIIMA                 | Best Actress Award Tamil | Anbirkiniyal | ノミネート |       |